# Arzawa
Arzawa era un antic regne o més aviat un conglomerat de territoris de l'Anatòlia occidental que arribava fins a la costa de la mar Egea, del que no se'n coneix la situació exacta, però el centre als darrers anys era Apasa, que podria ser a prop de la ciutat coneguda després amb el nom d'Efes o potser seria la mateixa. Arzawa és esmentat en les fonts hitites. Els seus habitants eren luvites.

## Descobriment, llengua
El regne va ser mencionat per primer cop pel noruec J. A. Knudtzon l'any 1887, quan va descobrir unes cartes del faraó Amenhotep III escrites en un llenguatge desconegut, que es podien llegir (era amb escriptura cuneïforme), però no traduir. En les cartes, i per les lleugeres ressemblances de la llengua amb la família indoeuropea, es va identificar el nom del país. Aquella llengua la van anomenar arzawà i, encara que al territori es parlava una llengua luvita, la correspondència es feia en un altre llenguatge en principi desconegut, ambdós de la família indoeuropea. Algunes tauletes escrites en el mateix llenguatge s'havien trobat abans a Boghazköy (avui Boğazkale), al centre de Turquia, on després es van trobar els arxius hitites i la llengua es va creure que era la oficial a l'Imperi Hitita, des de llavors anomenada hitita. Els hitites anomenaven la seva llengua nasili. En els textos descoberts, la primera menció coneguda del territori és del temps d'Hattusilis I, cap a l'any 1650 aC, quan aquest rei va marxar contra Arzawa i va portar amb ell un botí de ramats i d'ovelles.

## Altres noms, capital
Es creu que el nom egipci del país era Yereth. Se'l situa normalment a la regió d'Efes, perquè el rei hitita Mursilis II va escriure que el rebel Uhha-Ziti (rei d'Arzawa) tenia per seu Apalas, que és fonèticament semblant a Efes (Efesos), però que podria ser també Zippasla, la futura Sipilos, a l'est de Magnèsia del Sipilos.

## Nom regional
Els hitites, inicialment, anomenaven Arzawa tota la regió d'Anatòlia occidental. En aquesta regió, els diversos poders s'aliaven de vegades contra els hitites o es feien la guerra entre ells. És possible que s'anomenés Arzawa un dels poders regionals. Una gran confederació arzawana era la d'Assuwa (d'on probablement prové el nom d'Àsia). De les restes d'aquesta confederació, va sorgir probablement el primer Regne d'Arzawa conegut. El regne encapçalava ocasionalment una hegemonia regional de la qual el mateix regne només n'era una part i la resta n'eren aliats.

## Religió
Se sap molt poc de la religió del regne. Adoraven el déu de les tempestes (Teshub en hurrita que després seria Zeus en grec), al qual anomenaven Tarhun o Tarhunta. Un altre déu era Uhha.

## Història

### Els primers cent anys
Inicialment, era el nom que els hitites donaven a les terres d'Occident, i de les quals Arzawa només era un dels membres.
De la seva història, es coneix una guerra dita d'Asuwa o Assuwa, nom que podria ser una confederació aixecada contra els hitites, cap a l'any 1450 aC, moment en què el nom d'Arzawa no apareix entre els rebels, però el 1430 aC ja s'esmenta per primer cop el regne i sembla que s'hauria fundat sobre les restes d'Assuwa. Va signar un tractat amb Tudhalias II potser el 1410 aC quan era governada per Kupanta-Kurunta.
Un dèspota local de Zippasla (Frígia), Madduwattas (Madiates?), va lluitar a Lukka (Lícia) contra un home vingut d'Ahhiya (Acaia) de nom Attariššiya, però en va sortir derrotat i Madduwattas es va refugiar a territori hitita; els hitites el van restaurar com a sobirà a la regió de Zippasla, però amb la condició que havia d'usar el país com a base contra Arzawa. Madduwattas ho va fer, però Kupanta-Kurunta d'Arzawa el va derrotar, i va ocupar Zippasla. Madduwatas va haver de fugir altre cop al Regne hitita. El rei hitita va haver d'acudir a socórrer el seu vassall, va derrotar Arzawa i va restaurar Madduwattas. Attariššiya el va tornar a atacar i el rei va fugir per tercer cop a territori hitita; els hitites van enviar un altre exèrcit que va expulsar Attariššiya i va restar al país.
Més tard, Dalawa (la lícia Tlawa, nom clàssic: Tlos) i Hunduwa es van revoltar. Madduwattas va suggerir que l'exèrcit hitita (dirigit per Kisbapili) atacara Hunduwa i ell mateix atacaria Dalawa. En realitat, Madduwattas es va aliar amb Dalawa i amb la seva ajuda va fer caure Kisbapili en un parany i va exterminar l'exèrcit hitita. Llavors, es va declarar independent i es va casar amb la filla del rei d'Arzawa (d'altres interpreten que la seva filla es va casar amb el rei d'Arzawa). No va tardar a apoderar-se d'aquest regne.
Tudhalias II, el rei hitita li va ordenar d'aixafar la revolta d'Hapalla (Psídia), i ho va fer, però va forçar Hapalla a oferir-li lleialtat a ell mateix. Després, va incorporar Pitasa o Pitassa al seu regne (Pitassa era prop dels dominis hitites). Més tard, en temps del rei hitita Arnuwandas I, Madduwattas es va aliar amb Attariššiya i va envair Alasiya (Xipre), i dominà tota l'Àsia Menor occidental. El rei hitita va exigir el lliurament de l'illa i no se sap què va passar perquè les fonts deixen de parlar-ne, però més tard Alashiya apareix en mans dels hitites.

### Expansió
Abans del 1350 aC el va succeir Tarhunta-Radu. Llavors, les fronteres del regne eren Tuwanuwa (Tyana, a uns 170 km al sud d'Hattusa) i Uda (no localitzada) i va tenir contactes diplomàtics amb Amenhotep III d'Egipte, al qual va demanar una filla en matrimoni, però probablement no li fou concedida. Zippasla va desaparèixer de la història d'Arzawa, i sembla que el centre del poder es va desplaçar cap a Apasa (Efes).
Tudhalias III va conquerir Sallapa, que pertanyia a Arzawa i tota la "Terra Baixa Hitita" i després va reocupar Tuwanuwa. En aquest moment, sembla que n'era rei Anzapahhadu, que va derrotar a un exèrcit hitita dirigit per Himuili, i cap a la meitat del segle xiv aC va atacar Anisa i una altra ciutat el nom de la qual no s'ha conservat (acaba en ...isa).

### Vassallatge hitita i independència
Subiluliuma I, nou rei hitita va deposar el rei d'Arzawa, marxant a la zona i destruint l'exèrcit arzawà i, a més, va destruir sis tribus enemigues, (potser kashkes o arzawanes?) a Huwana i set més a les ciutats de Ni... i Šapparanda. Una altra invasió arzawana a les terres hitites va tenir lloc per la mateixa època a Tupaziya i a la zona del mont Ammuna, on un cap anomenat Anna, que donava suport a Arzawa, va atacar la zona i, després de saquejar Tupaziya, va passar per un llac el nom del qual no s'ha conservat i va arribar fins a Tuwanuwa, que també va atacar. Mentre atacava, Subiluliuma I va ocupar i destruir Nahuriya, Šapparanda i una altra ciutat de la qual no es conserva el nom, i va anar a descansar a Tiwanzana. Allí, amb només sis carros i alguns soldats, va ser casualment sorprès per un contingent arzawà al que va derrotar i els arzawans van haver de fugir a la muntanya abandonant el botí. Llavors, el rei es va dirigir a Tuwanuwa, on la resta de l'exèrcit se li va unir; el text no està sencer, però sembla que va poder derrotar Anna i als seus aliats arzawans. Subiluliuma va enviar el governador Hanuttis a reconquerir Hapalla, cosa que aquest va aconseguir.
Algun temps després (potser el 1340 aC), Anzapahhaddu, el probable rei d'Arzawa, es va apoderar d'algunes ciutats hitites. Subiluliuma I li va escriure i li va exigir el retorn de la zona ocupada, però Anzapahhaddu el va ignorar; va esclatar la guerra. El rei hitita va derrotar Anzapahhaddu i va col·locar en el tron d'Arzawa Uhha-Ziti. Mursilis II, fill de Subiluliuma, diu que van caler 20 anys a Tudhalias III i Subiluliuma per a conquerir Arzawa.
Uns anys després, Uhha-Ziti, mentre el rei hitita feia campanya a Síria, es va independitzar.
Al segle xiv aC, el Regne d'Arzawa tenia al nord: el regne del riu Seha, que apareix sota reis independents; a l'est, el Regne de Mira i el Regne d'Hapalla; i al sud Millawanda (Milet) i els país de l'Ahhiyawa.

### Guerra i fi del Regne d'Arzawa
Mursilis II va iniciar el seu regnat combatent els Kashka, a la Còlquida i el Regne de Palhuissa, que va restar pacificat al segon any de regnat; a la primavera següent, va anar des d'Ankuwa cap a Attarimma, Huwarsanassa i Suruta, mentre els reis d'aquells països fugien a Arzawa. Mursilis en va demanar el lliurament, però Uhha-Ziti s'hi va negar i el va ofendre dient-li "xicot". Mursilis va anar a Palhuissa per reunir un exèrcit. La campanya està ben documentada als annals: va envair Arzawa i, al mont Lawasa, poc abans del riu Sehiriya, va veure un llamp (un meteor probablement) que marcava direcció nord cap a Apasa. A Sallapa, Mursilis va ajuntar les seves forces amb les de son germà Sarri-Kusuh, al qual el seu pare havia fet rei de Kargamis (Karkemish, a Síria). A Aura, Maskhuiluwas de Mira-Kuwaliya va informar que el llamp havia caigut al palau i havia ferit Uhha-Ziti al genoll i l'havia deixat incapacitat. El rei d'Arzawa no es va recuperar prou, però aliat al rei d'Ahhiyuwa va enviar el seu fill, Piyama-Kurunta, a atacar Maskhuiluwas de Mira, i possiblement va destruir Impa, però Maskhuiluwas el va rebutjar.
Maskhuiluwas va restar a Hapanuwa, la seva capital, i va ser fidel aliat d'Hatti. Mursilis va enviar Gullas i Malazitis a saquejar la ciutat de Milawata (Milet) aliada d'Ahhiyawa. Amb el pare encara incapacitat per caminar, Piyama-Kurunta va presentar batalla a Walma, a la regió del riu Astarpa, i en va sortir derrotat. Uhha-Ziti va fugir probablement a les illes. Els habitants contraris als hitites d'Hursanassan, Surudan, i Attarimman i de tot Arzawa van fugir a les muntanyes Arinnandas i a la ciutat de Puranda.
Mursilis i Sarri-Kusuh van assetjar les muntanyes on aviat els refugiats, després de la batalla d'Arinnanda, a causa de la gana, es van rendir; però la ciutat de Puranda va resistir el setge i no va voler lliurar els refugiats. Mursilis era acampat al riu Astarpa quan va saber que Uhha-Ziti havia mort. Un altre fill del rei d'Arzawa, de nom Tapalazunaulis o Tapalazunawali, va tornar de les illes i va assumir el comandament a Puranda. Mursilis va marxar des d'Astarpa, va derrotar Tapalazunaulis en una sortida de la ciutat i el va fer entrar altra vegada i en va iniciar l'assalt. Tapalazunaulis "va perdre el gust per la guerra" i va fugir amb la seva família i alguns fidels. Mursilis va poder capturar la família i acompanyants, però Tapalazunawali es va poder escapar a Ahhiyawa; sense líder, Puranda va caure ràpid. Llavors, Piyama-Kurunta, que devia ser a les illes, va veure la seva causa perduda, i juntament amb el rei d'Ahhiyawa va demanar la pau. Mursilis va exigir el lliurament de Tapalazunawali, al que va deportar a Hattusa.

## Els regnes de la regió d'Arzawa
Mursilis va avançar, llavors, pel País del riu Seha, on el rei de la regió, Manapa-Tarhunta, va rebre el sobirà solemnement. Mursilis sabia que l'havia traït, però finalment, per les súpliques de la mare del rei de Seha, el va perdonar i li va confirmar les terres del riu i Appawiya. Llavors, Mursilis va anar a Mira, on va establir guarnicions (entre les quals, a la ciutat d'Impa), aparentment per agrair a Maskhuiluwas la seva ajuda contra Arzawa. També va establir una guarnició a Hapanuwa i va unir els dominis de Maskhuiluwas, la terra de Kuwaliya, amb la seva terra original, Mira, ara separada d'Hapalla, que la tenia darrerament. El rei va concedir Hapalla a un tal Targasnallis. Els petits reis de Mira, Hapalla i del riu Seha van signar un tractat reconeixent el Regne hitita com a sobirà al mateix temps que es reconeixia la seva llibertat.
Maskhuiluwas i la seva dona Muwatti (germana de Mursilis) no van tenir fills i van demanar a Mursilis de reconèixer com a successor el nebot (adoptat com a fill) Kupanta-Kurunta.
Un rei a qui les tauletes esmenten com a E.gal.pap (els dos punts són per dues lletres que manquen) es va revoltar a l'oest d'Hatti durant deu anys, segurament recollint el descontentament dels arzawans. Maskhuiluwas va complir de moment la seva paraula i va ser al costat del rei hitita, però més tard, ja cansat de la seva tutela, es va unir al rebel i va incitar a la rebel·lió de Pitassa. Mursilis va tornar a anar a Sallapa i, quan va amenaçar Maskhuiluwas, aquest va fugir a Masa mentre el seu Regne de Mira i Kuwaliya es va rendir. Mursilis va envair Masa, i hi causà molts danys, i davant les amenaces a Masa, la gent del país va capturar el rei rebel i el va obligar a rendir-se. El van enviar a Hattusa on va ser nomenat sacerdot governant d'una ciutat sagrada; al seu lloc, Mursilis va instal·lar Kupanta-Kurunta. Se suposa que E.gal.pap va ser derrotat poc després.
Muwatallis II, successor de Mursilis, no confiava prou en la gent d'Arzawa segons Alexandu de Wilusa. En aquest temps, encara Manapa-Kurunta i Ura-Hattusa regnaven al riu Seha i Hapalla i Kupanta-Kurunta a Mira; aquest darrer era considerat membre de la família reial, ja que la seva mare (adoptiva) era princesa (germana de Mursilis). Però, hi va confiar suficient per unir els contingents del país als propis contra els egipcis, i van participar en la batalla de Cadeix al riu Orontes l'any 1293 aC, segons va deixar escrit Ramsès II.
Urhi-Teshub va arribar al tron hitita sota el nom de Mursilis III, i immediatament va deposar alguns dels governadors dels antics estats d'Arzawa, va establir el govern directe, i va anar a la zona per consolidar el seu poder. En la seva absència, es va produir una rebel·lió i així el centre i base del poder de Mursilis III va ser Arzawa. Llavors governava el riu Seha, Manapa-Tarhunta II, Walmu a Wilusa, i Piyama-Radu també per la zona. La regió es va convertir en un ferm baluard hitita fins a l'atac dels pobles del mar vers el 1200 aC, que van atacar la regió, que es va despoblar i els hitites la van abandonar.

## Llista de reis
- Kupanta-Kurunta, abans de 1410 aC
- Madduwattas (abans rei de Zippasla), vers 1400 aC
- Tarhunta-Radu
- Anzapahhadu
- Uhha-Ziti
- Piyama-Kurunta
- Tapalazunaulis